# 394
Cette page concerne l'année 394  du calendrier julien. Pour l'année 394 av. J.-C., voir 394 av. J.-C. Pour le nombre 394, voir 394 (nombre).
L'année 394 est une année commune qui commence un dimanche.

## Événements
- 24 avril : concile de Bagaï en Afrique qui regroupe trois cent dix évêques donatistes[1].
- 24 août, Philae : dernier texte hiéroglyphique connu[2].
- 5-6 septembre : Théodose Ier défait et tue l'usurpateur Eugène et son général Arbogast à la bataille de la rivière Frigidus[3].
  - Théodose Ier est maintenant seul empereur. C'est un monarque absolu entouré de fonctionnaires régulièrement payés. Les ordres sont transmis par les préfets du Prétoire jusqu’aux comtes dirigeant les cités, par l’intermédiaire des vicaires dans les diocèses et des juges dans les Provinces. Les impôts, très lourds et compliqués, rentrent difficilement et les arriérés sont importants. La société est très hiérarchisée et les classes sont figées.
  - Alaric Ier, à la tête d'un corps d'auxiliaires wisigoths, joue un rôle important lors de la bataille.

- Fermeture du temple romain de Vesta par l'empereur Théodose Ier[4].

## Naissances en 394
- Vortigern, roi légendaire de Grande-Bretagne.

## Décès en 394
- Après le 29 septembre[5] : Grégoire de Nysse, théologien et Père de l'Église.

- Arbogast, général romain.
- Diodore de Tarse, théologien grec, surnommé le boulevard de l'orthodoxie.